# 气焊和气割

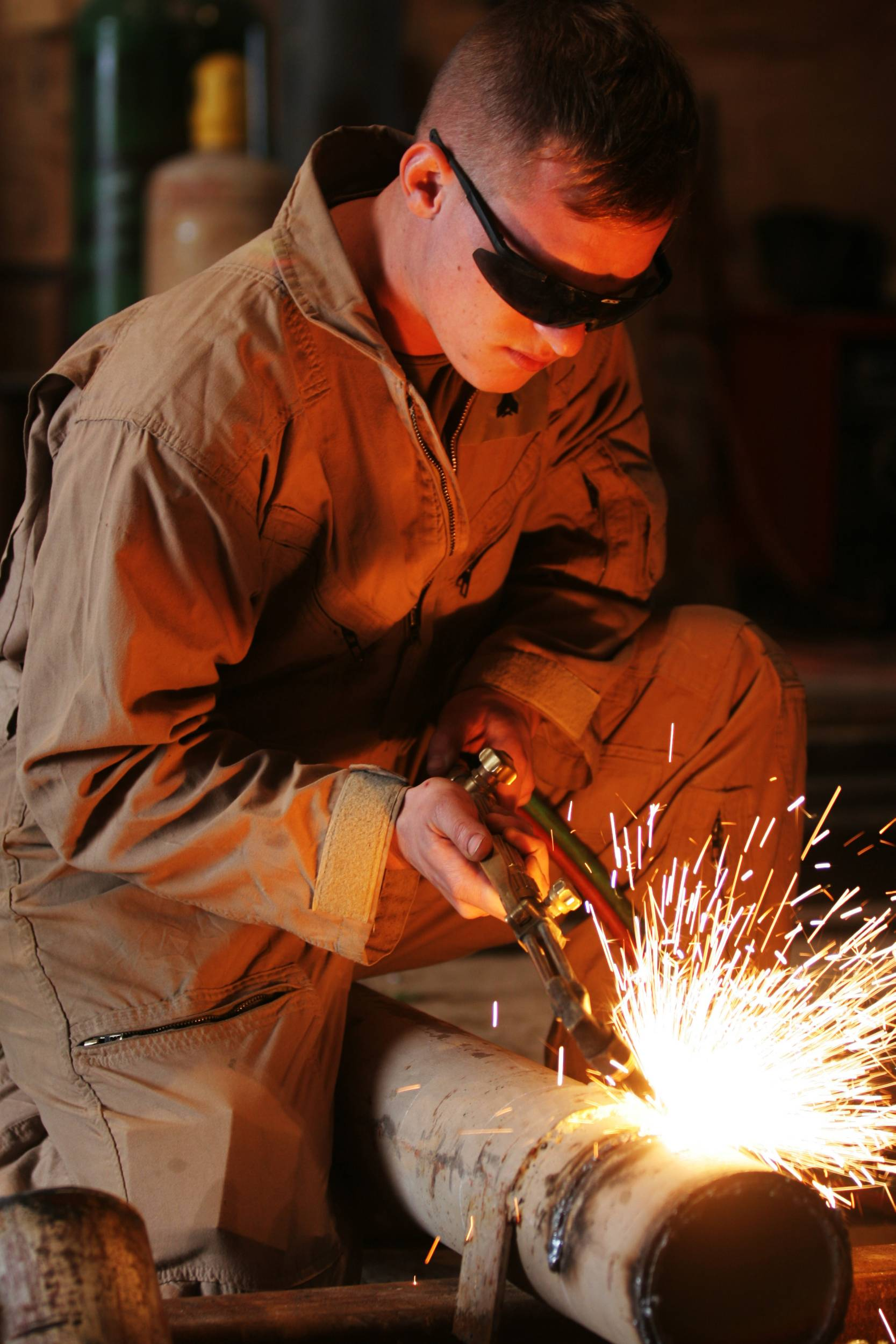
气割。

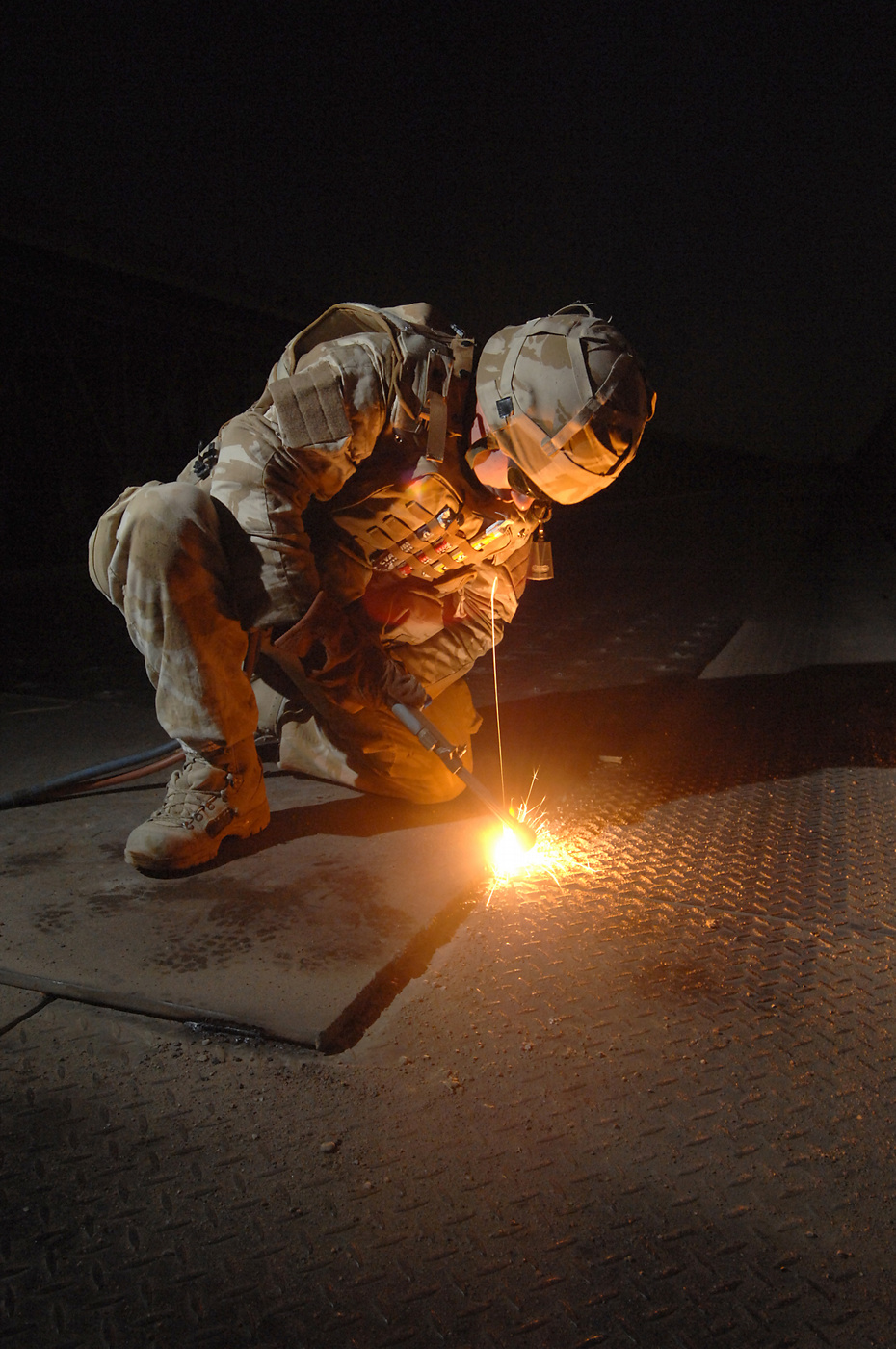
气焊。

气焊和气割是指利用可燃气体与助燃气体混合燃烧的火焰对金属焊接和切割的过程，常用的可燃气体主要是乙炔、液化石油气和氢气等，常用的助燃气体为氧气。
气焊是利用火焰对金属工件连接处的金属和焊料进行加热，使其熔化，已达到焊接的目的。气割则是用火焰的热能将工件切割处进行预热，利用喷出的高速切割氧气流，使金属剧烈燃烧并释放出热量，从而实现切割的目的。二者的区别在于气焊是熔化金属，气割是使金属在纯氧中燃烧。